# Haute école fédérale en formation professionnelle
 (août 2020).
La Haute école fédérale en formation professionnelle (HEFP) est l’organisation experte suisse pour la formation professionnelle.
Il offre des formations et des formations continues aux responsables de la formation professionnelle, mène des projets de recherche sur la formation professionnelle, contribue au développement des métiers et soutient la coopération internationale en matière de formation professionnelle.
Il est présent à Zollikofen près de Berne (siège principal), Lausanne et Lugano, avec des sites externes à Olten et Zurich.

## Description
La Confédération est propriétaire de la HEFP. Conformément à l’art. 25 de l’ordonnance sur la HEFP, le Conseil fédéral fixe ses objectifs stratégiques. La HEFP est rattaché au Département fédéral de l'économie, de la formation et de la recherche.
La HEFP forme des responsables de la formation professionnelle et assure leur formation continue, mène des projets de recherche sur la formation professionnelle et contribue au développement des métiers.
Il soutient notamment des projets visant à élaborer une stratégie de numérisation ou d’apprentissage en ligne ou des projets pour développer les compétences numériques du corps enseignant.
La HEFP a chapeauté plusieurs projets du Fonds national suisse de la recherche scientifique (FNS), notamment le projet « Au cœur de l’apprentissage », qui prend la forme d’une exposition interactive présentée dans les différents salons des métiers de Suisse romande. Celle-ci permet de suivre le parcours complet d’un apprenti, de l’engagement à l’obtention du diplôme.
L'institut assure un lien permanent avec la pratique professionnelle dans tous ses domaines de prestations.
La HEFP fait le lien entre les associations professionnelles et les organisations du monde du travail ainsi qu’entre les 26 cantons, qui comptent plusieurs centaines d'écoles professionnelles et supérieures.
La HEFP entretient également un réseau de contacts étroits avec des partenaires internationaux, issus des milieux économiques et scientifiques. En effet, son expertise en matière de formation professionnelle fait l’objet de nombreuses sollicitations sur le plan international, que ce soit pour des projets internationaux, des programmes de formation, des conférences ou l’accompagnement de délégations.

## Organisation

### Conseil de la HEFP
Le conseil de la HEFP est l’organe de direction stratégique de la HEFP. Il se compose de neuf membres, qui sont désignés par le Conseil fédéral.
Depuis le 1er mars 2020, Adrian Wüthrich occupe le poste de président du conseil de la HEFP.

### Direction de la HEFP
La direction de la HEFP se compose du directeur et des cinq responsables de secteur nationaux. Elle définit les objectifs et l’organisation de la formation, de la formation continue ainsi que de la recherche et du développement, dans le cadre de la stratégie du conseil de la HEFP.
Le directeur est responsable de la direction opérationnelle de l’institut vis-à-vis du conseil de la HEFP et représente la HEFP à l’extérieur. Depuis le 1er mars 2020, le poste est occupé par Barbara Fontanellaz.

### Secteur Formation
Le secteur Formation forme les enseignants à titre principal et accessoire dans les écoles professionnelles, des écoles de commerce et de maturité professionnelle, des écoles supérieures, ainsi que les formateurs dans les cours interentreprises, écoles des métiers, et autres lieux de formation à la pratique professionnelle. L'automne 2007 a vu le lancement d’une offre unique pour la qualification scientifique des diplômés d’université dans toute la Suisse : la filière Master of Science (MSc) en formation professionnelle.
Avec plus de 26 filières de formation reconnues par le Secrétariat d'État à la formation, à la recherche et à l'innovation, la HEFP forme chaque année plus de 1700 enseignants et formateurs dans les trois régions linguistiques de la Suisse.

### Secteur Formation continue
Le secteur Formation continue donne notamment des cours centralisés destinés à favoriser le développement professionnel des responsables de la formation professionnelle.

### Secteur recherche et développement
Le secteur Recherche et développement élabore et étudie les bases du développement des différentes formations et formations continues. Il réalise par exemple des évaluations et des tests d’efficacité et élabore des projets d’appréciation des compétences.

### Centre pour le développement des métiers
Le Centre pour le développement des métiers accompagne le développement et la mise en œuvre des formations professionnelles initiales et des formations professionnelles supérieures.
Les tâches principales du CDM consistent à conseiller, accompagner et soutenir les organisations du monde du travail et les organes responsables d’examens professionnels et d’examens professionnels supérieurs dans toutes les étapes du développement de leurs professions dans la formation professionnelle initiale et la formation professionnelle supérieure.